# Морава (верхний приток Дуная)
Мора́ва (чеш. Morava, словац. Morava, нем. March) — река в центральной Европе, левый приток Дуная. В верхнем и среднем течении на территории Чехии (в Моравии), в нижнем — образует границу Словакии и Австрии.
Длина 388 км, площадь бассейна 26 600 км². Средний расход воды в устье 115 м³/с.
Верховье в Восточных Судетах (исток близ деревни Долна Морава, район Усти-над-Орлици, на склоне горы Кралицки-Снежник, на высоте 1390 метров над уровнем моря, близ чешско-польской границы). Течёт от истока на юго-восток, в основном между Чешско-Моравской возвышенностью (на западе) и Западными Карпатами (на востоке); у города Отроковице поворачивает на юго-запад. Высота устья — 135 м над уровнем моря.
Судоходна от чешского города Годонин (в 130 км от устья). Впадает в Дунай близ словацкого Девина (сейчас часть Братиславы). Главные притоки — Бечва (слева), Дие (справа), Гана, Миява и Рудава. Воды Моравы используются для орошения; ГЭС. На Мораве — города Оломоуц, Годонин, Угерске-Градиште, Кромержиж, Голич, Хоэнау-ан-дер-Марх, Мархег, Братислава (Девин).
Название реки упоминается уже у Плиния и Тацита как Marus. По мнению В. И. Георгиева, название реки — индоевропейского (вероятно фракийского) происхождения и родственно лат. mare «море», рус. море, др.-англ. merisc «болото», нем. Marsch «топь, болотистое место» и др.
С 2019 года чешская деревня Микульчице соединена пешеходным мостом через реку Морава с соседней словацкой деревней Копчаны.

## Притоки
- Десна
- Крупа
- Моравска-Сазава
- Ольшава
- Старая Млака

## Галерея

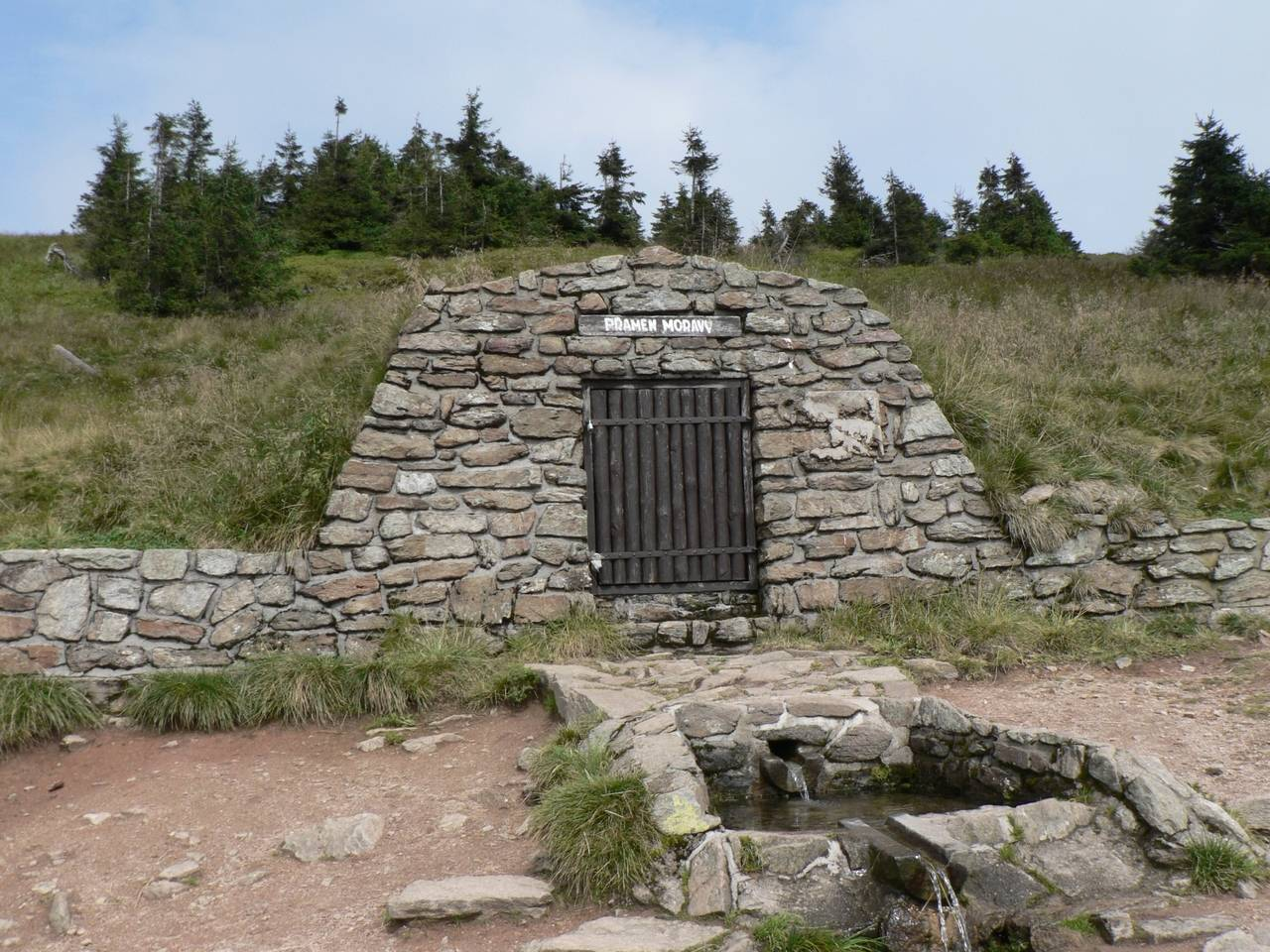
Исток Моравы
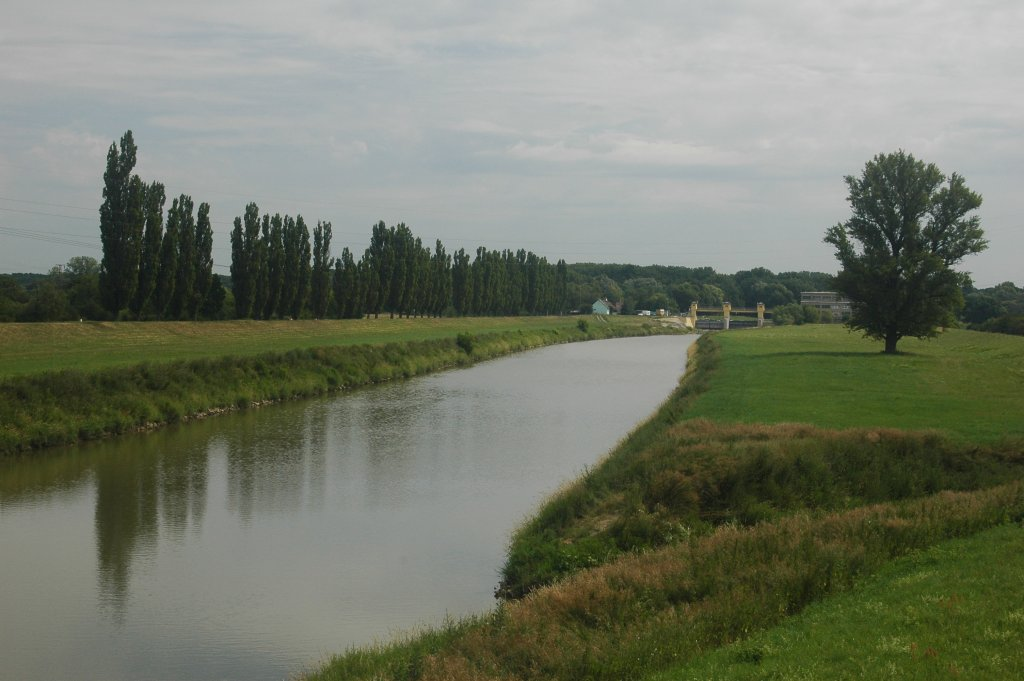
Морава между словацким Голичем и чешским Годонином
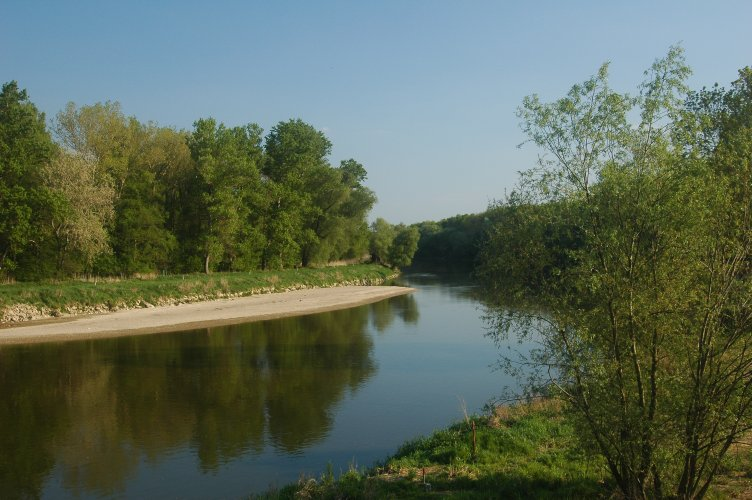
Морава между Австрией и Словакией
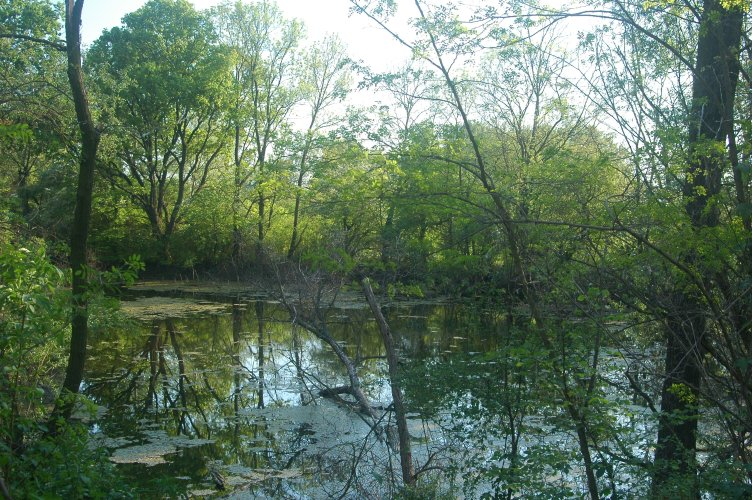
Озеро в пойме Моравы
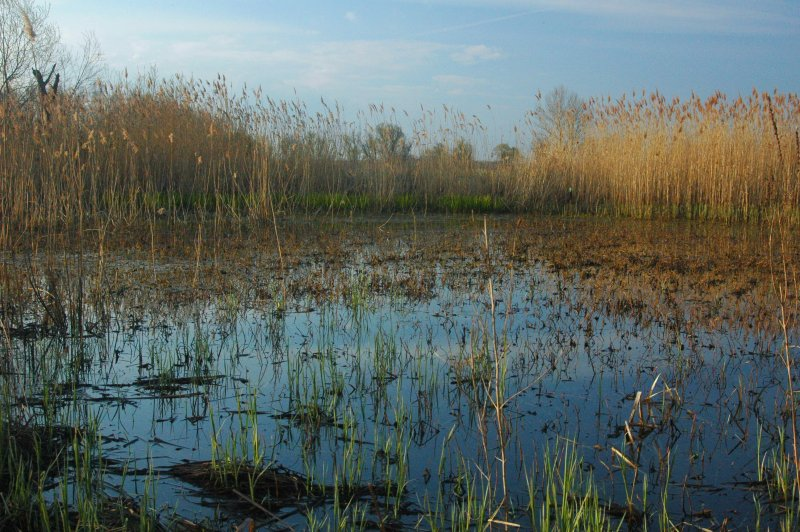
Заболоченные луга в Нижней Австрии
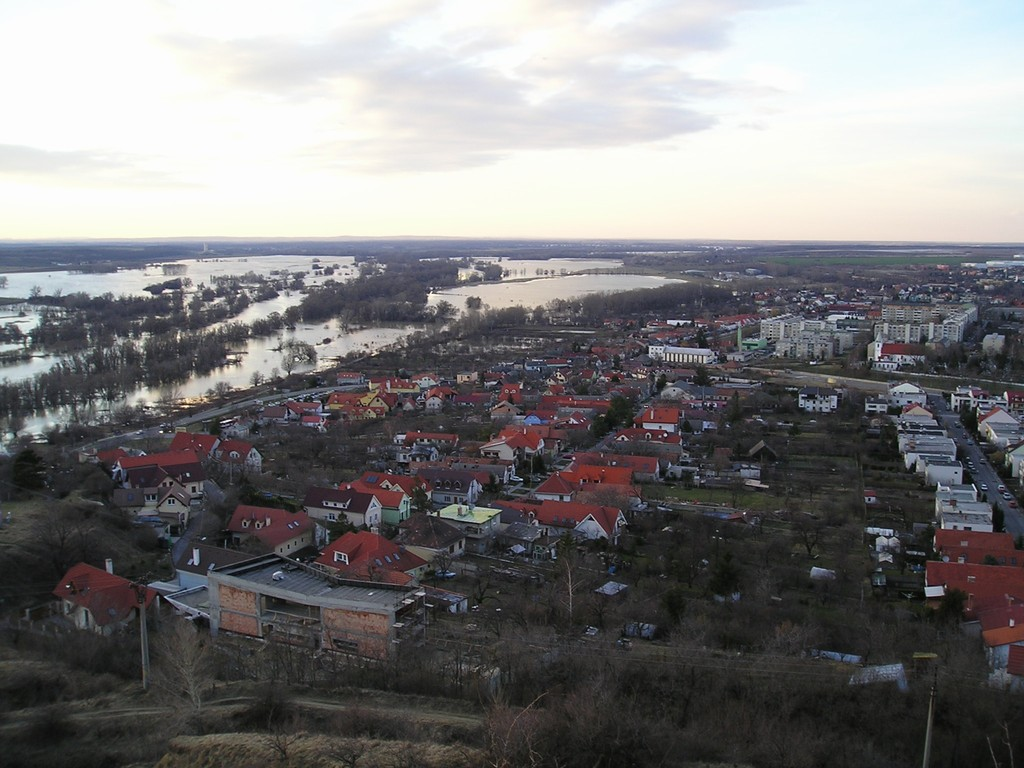
2006, разлившаяся Морава затопила окраину Братиславы
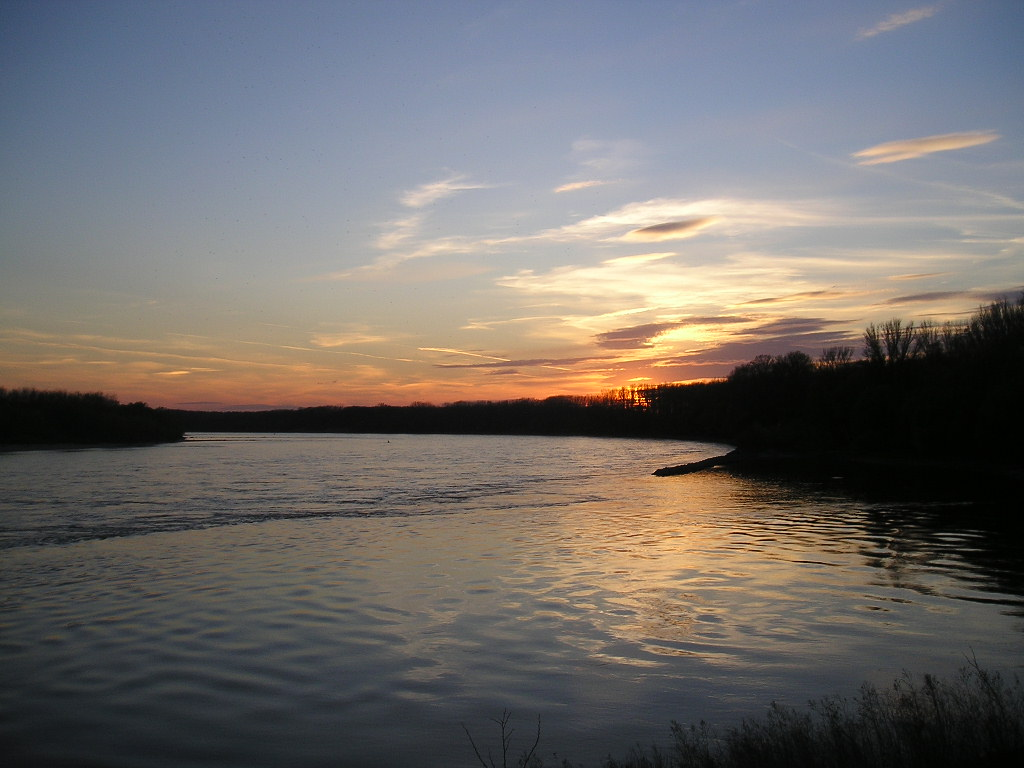
Слияние Моравы с Дунаем у Девина
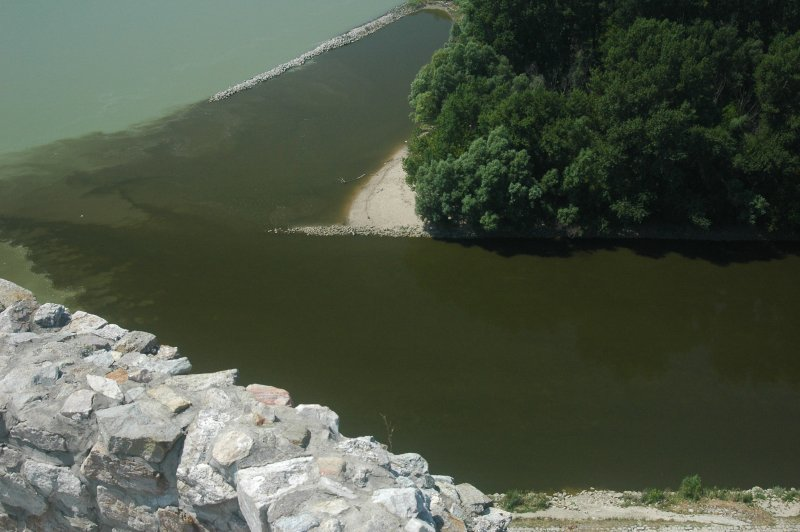
Слияние Моравы (тёмная вода) с Дунаем (светлая вода)